# Eikou no kakehashi
Eikou no Kakehashi(栄光の架橋, Con cầu của vinh quang) là đĩa đơn thứ 21 của Yuzu. Phát hành ngày 22 tháng 7 năm 2004. Phát hành bởi Senya & Company. Bài hát này là bài hát chủ đề chính thức cho "Thế vận hội Mùa hè 2004" của đài NHK.
Nó ra mắt ở vị trí thứ 2 trên Oricon Weekly Chart vào ngày 2 tháng 8 năm 2004. Doanh số tích lũy lần đầu tiên vượt quá 300.000 bản trong 11 tác phẩm. Năm 2004, đĩa đơn xếp thứ 26 trong Bảng xếp hạng đĩa đơn hàng năm của Oricon, lần đầu tiên lọt vào top 30. Số lần xuất hiện trên bảng xếp hạng là 75 lần, cao nhất trong số các đĩa đơn của chính anh.